# Denise Rosenthal

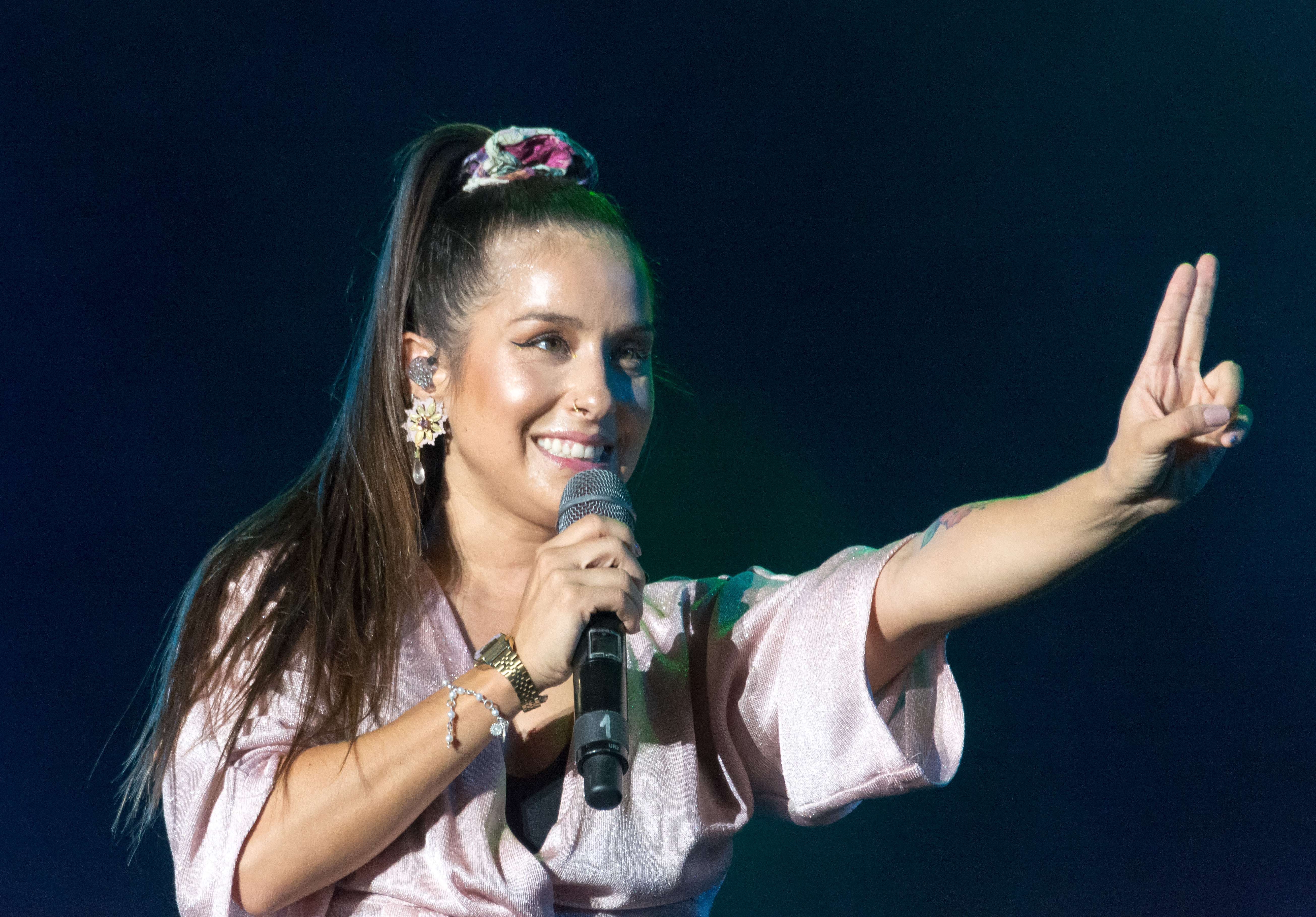
Denise Rosenthal (2020)

Denise Sofía Rosenthal Schalchli (* 8. November 1990 in Santiago de Chile) ist eine chilenische Singer-Songwriterin und Schauspielerin.

## Leben und Karriere
Denise Rosenthal wurde am 8. November 1990 in Santiago geboren. Sie ist die Tochter des deutschstämmigen Keramikhandwerkers Christian Rosenthal und der schweizerischstämmigen Schriftstellerin Liselotte Schalchli. Die Familie Rosenthal-Schalchli besteht aus zwei Jungen und zwei Mädchen. Rosenthal besuchte die Santiago College, eine private zweisprachige Englisch-Spanisch-Schule.
2007 begann sie ihre Karriere als Sängerin, indem sie der Jugendmusikband Amango beitrat, die zudem eine Sendung auf Canal 13 hatte. Im darauffolgenden Jahr nahm die Band aufgrund ihres Erfolges in den Musik- und Plattenverkäufen am Internationalen Songfestival von Viña del Mar teil, wo sie mit einer silbernen Fackel ausgezeichnet wurde. Im selben Jahr spielte Denise die Hauptrolle in der Jugendfernsehserie „El Blog de la Feña“, in der sie eine junge Bloggerin spielte. Dort veröffentlichte sie zwei Alben für besagtes Programm und ihre ersten Singles: „No quiero escuchar tu voz“ (Ich will deine Stimme nicht hören), „Espérame“ (Warte auf mich) und „La vida sin ti“(Das Leben ohne dich).
Im Laufe ihrer Karriere hat Denise mehrfach mit verschiedenen Künstlern zusammengearbeitet, außerdem trat sie im chilenischen Fernsehen in Seifenopern und Fernsehprogrammen auf und spielte auch in Filmen mit. Rosenthal veröffentlichte 2017 ein autobiografisches Buch mit dem Titel „La Vida en Movimiento“ (Das Leben in Bewegung). 2020 war sie Jurymitglied beim internationalen Wettbewerb des Internationalen Songfestivals von Viña del Mar, in dem sie auch auf der besagten Bühne auftrat und die Silber- und Gold-Möwe-Preise gewann. Im selben Jahr wurde sie vom US-amerikanischen Billboard-Magazin als „unentdeckte Künstlerin“ ausgezeichnet. 2023 vertrat Rosenthal Chile bei der Billboard Latin Women in Music 2023, einer Veranstaltung in Miami zur Feier lateinamerikanischer Sängerinnen. Im selben Jahr arbeitete sie mit Lola Índigo und Danna Paola für das Lied „Santería“ zusammen.
Neben ihrer Gesangskarriere ist Rosenthal auch eine heterosexuelle Verbündete für LGBT-Rechte. Sie gab an, ihre Karriere in schwulen Nachtclubs begonnen zu haben, wo sie zu einer lokalen Ikone der chilenischen Schwulenszene wurde.

## Diskografie (Auszug)

### Studioalben
- 2008: El Blog de la Feña (Feria Music)
- 2009: El Blog de la Feña 2 (Feria Music)
- 2013: Fiesta (Nissofia)
- 2017: Cambio De Piel (Universal Music)
- 2021: Todas Seremos Reinas (Universal Music)
- 2023: Supernova (Universal Music)

## Filmografie
- 2007–2009: Amango, Fernsehserie (9 Folgen)
- 2008/2009: El Blog de la Feña, Fernsehserie (18 Folgen)
- 2009: Corazón rebelde, Fernsehserie (81 Folgen)
- 2011: El Limpiapiscinas, Spielfilm
- 2013: El Babysitter, Spielfilm
- 2013: El nuevo, Miniserie
- 2015: Matriarcas, Fernsehserie (141 Folgen)
- 2016–2017: El Camionero, Fernsehserie (8 Folgen)